# Dylan Wang
Dylan Wang (chinesisch 王鹤棣 Wáng Hèdì; * 20. Dezember 1998) ist ein chinesischer Schauspieler und Sänger. Bekannt wurde er durch seine Debütrolle als Daoming Si in Meteor Garden (2018) und seine Durchbruchrolle als Dongfang Qingcang in Love Between Fairy and Devil (2022).

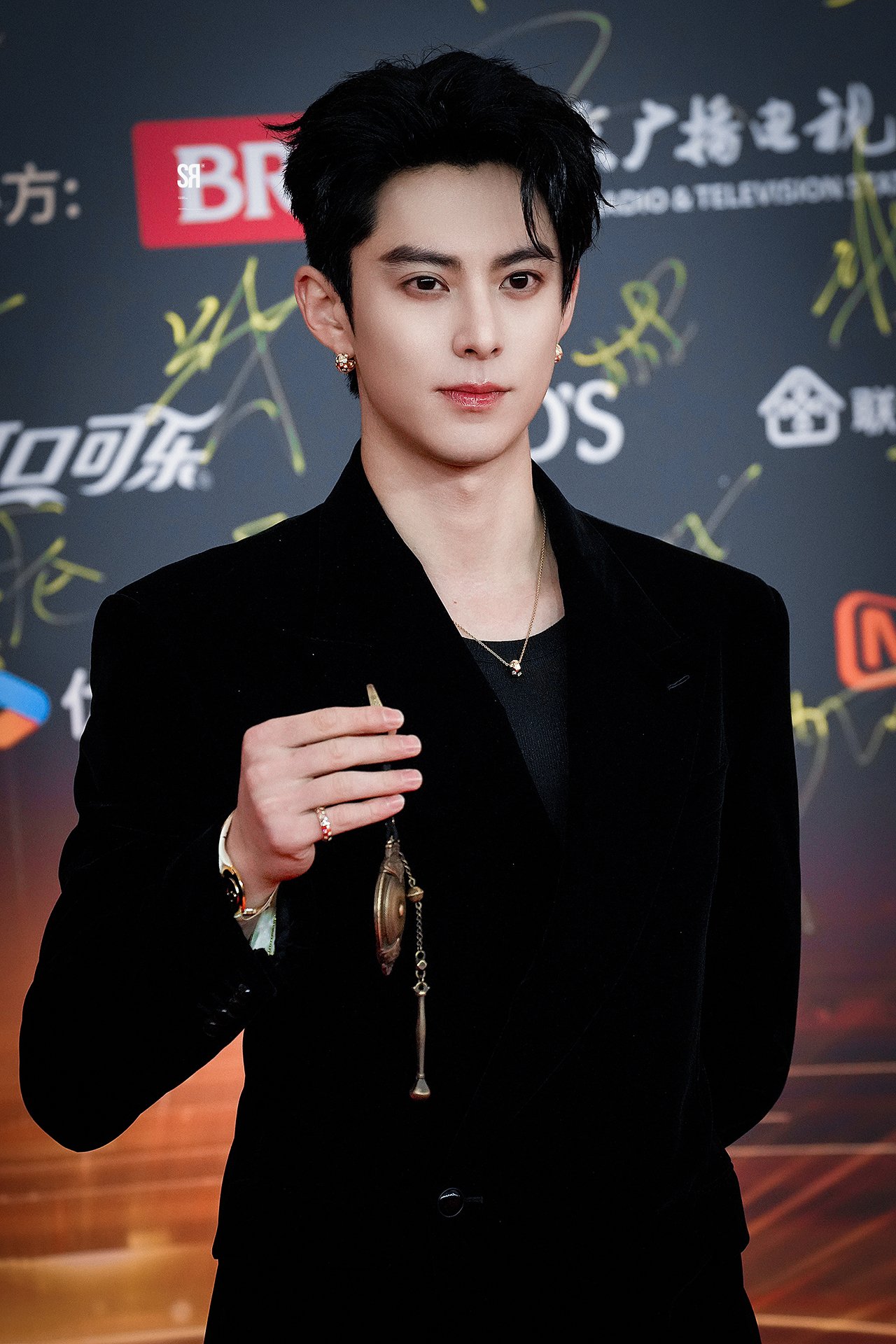
Dylan Wang auf dem Weibo TV and Internet Video Summit 2024.

## Biografie
Wang Hedi wurde in Leshan, in der Provinz Sichuan, geboren. Seine Eltern waren Angestellte in einer örtlichen Pharmafabrik, bevor die Familie ein Geschäft für frittierte Spieße eröffnete. Schon in jungen Jahren entwickelte Wang eine Leidenschaft für Basketball. Im Alter von 14 Jahren zog er nach Chengdu, um eine Berufsschule zu besuchen, und schloss später sein Studium am Sichuan Southwest Vocational College of Civil Aviation ab. Während seiner Zeit am College diente er als Model für die Rekrutierungsplakate des Flugbegleiterprogramms der Schule. 2016 gewann Wang die erste Sichuan Campus Celebrity Gala, eine von Weibo gesponserte Veranstaltung, an der Universitäten und Hochschulen teilnahmen.
Wang begann seine Karriere 2017, nachdem er die Youku-Talentshow Super Idol gewonnen hatte, die ihm den Einstieg in die Unterhaltungsindustrie ermöglichte. Sein Durchbruch gelang ihm 2018 mit der Hauptrolle als Daoming Si in der Neuverfilmung von Meteor Garden, die auf dem japanischen Manga Hana Yori Dango basiert. Im selben Jahr trat Wang in der Reality-Show The Inn als festes Mitglied auf und nahm an Promi-Basketballveranstaltungen wie der Super Penguin League teil.
2019 wurde Wang für mehrere Dramen besetzt, darunter Youth in the Flames of War und die zweite Staffel des Fantasy-Historiendramas Ever Night. Die zweite Staffel von Ever Night wurde im Januar 2020 ausgestrahlt. Zudem war er Teil des kulturellen Varieté-Programms The Summer Palace (2020). 2021 spielte er Hauptrollen in der romantischen Dramaserie The Rational Life sowie im historischen Fantasy-Drama Miss the Dragon.
Im Jahr 2022 wurde er Mitglied der Hi 6-Gruppe als Host der Unterhaltungsshow Hello, Saturday und war festes Mitglied in der zweiten Staffel von Wonderland. Außerdem trat er in der Douyin-Stadterkundungsshow All Out Action sowie in der Sport-Reality-Serie Basketball Buddies, einer Zusammenarbeit zwischen der NBA China und Kuaishou, auf. Durch seine Rolle als Dongfang Qingcang in Love Between Fairy and Devil erlangte Wang 2022 große Popularität. Seine Darstellung wurde sowohl von Kritikern als auch vom Publikum hoch gelobt. Ende 2022 gründete er zudem seine eigene Streetwear-Marke D.DESIRABLE. Im Jahr 2023 übernahm er bedeutende Rollen in Dramen wie der historischen Romanze Unchained Love, der Arbeitsplatz-Sitcom Never Give Up und dem urbanen Liebesdrama Only for Love.
Im Jahr 2024 nahm Wang am NBA All-Star Celebrity Game teil. Zu seinen kommenden Projekten gehören das historische Fantasy-Drama Guardians of the Dafeng und die Krimiserie Light to the Night. Außerdem wurde er für seine erste Hauptrolle in einem Kinofilm, dem Science-Fiction-Film Per Aspera Ad Astra, besetzt.

## Filmografie

### Filme
| Jahr  | Englischer Titel    | Chinesischer Titel | Rolle                | Vgl.          |
| 2023  | Look Up and See Joy | 抬头见喜           | Gao Wenhan / Guo Zai | [ 22 ]        |
| 2025  | I Dreamed a Dream   | 青春梦             |                      | [ 23 ] [ 24 ] |
| N. N. | Per Aspera Ad Astra | 星河入梦           |                      | [ 21 ]        |

### Fernsehserien
| Jahr  | Englischer Titel                        | Chinesischer Titel | Rolle                                 | Vgl.   |
| 2018  | Meteor Garden                           | 流星花园           | Daoming Si                            | [ 2 ]  |
| 2020  | Ever Night: War of Brilliant Splendours | 将夜2              | Ning Que                              | [ 10 ] |
| 2021  | The Rational Life                       | 理智派生活         | Qi Xiao                               | [ 25 ] |
| 2021  | Miss the Dragon                         | 遇龙               | Yuchi Longyan / Long Yuchi / Long Yan | [ 26 ] |
| 2022  | Love Between Fairy and Devil            | 苍兰诀             | Dongfang Qingcang                     | [ 12 ] |
| 2022  | Unchained Love                          | 浮图缘             | Xiao Duo                              | [ 17 ] |
| 2023  | Never Give Up                           | 今日宜加油         | Bai Mashuai                           | [ 27 ] |
| 2023  | Youth in the Flames of War              | 战火中的青春       | Cheng Jiashu                          | [ 28 ] |
| 2023  | Only for Love                           | 以爱为营           | Shi Yan                               | [ 18 ] |
| 2024  | Guardians of the Dafeng                 | 大奉打更人         | Xu Qi'an                              | [ 29 ] |
| N. N. | Light to the Night                      | 黑夜告白           | Ran Fangxu                            | [ 20 ] |